# Cyprus Airways
Charlie Airlines, connue sous le nom de Cyprus Airways, est une compagnie aérienne chypriote créée en 2016 et basée à l'aéroport international de Larnaca.

## Histoire
En 2016, la compagnie russe S7 Airlines  a pour projet de lancer une compagnie aérienne chypriote sous le nom de Charlie Airlines. La même année, elle obtient le droit d'utiliser la marque et le nom Cyprus Airways en faillite à partir de juillet 2016,,. Le logo de la compagnie aérienne représente une branche d'olivier, symbole du pays. Le 4 mars 2017, la compagnie aérienne effectue son vol d'essai de Larnaca à Héraklion avec un Airbus A319-100, dans le cadre de la procédure d'obtention du certificat. Le 14 mars 2017, la compagnie aérienne annonce avoir obtenu le certificat d'opérateur aérien du département chypriote de l'aviation civile, marquant le début du service commercial de la compagnie aérienne.
En 2019, la compagnie transporte 400 000 passagers à destination et en provenance de Chypre avec Cyprus Airways.
En 2022, Cyprus Airways remplace ses deux Airbus A319 de 144 sièges par deux A320 de 180 sièges.
En août 2023, Cyprus Airways loue un autre Airbus A320 à Nordica pour l’été. Parallèlement, elle reçoit ses deux premiers Airbus A220-300, marquant le début du renouvellement de sa flotte,. Ces deux appareils (immatriculés 5B-DEA et 5B-DEB) sont équipés de 127 sièges (12 sièges en classe affaires et 115 en classe économique). Le troisième appareil (5B-DEC), livré en 2024, dispose d’une cabine de 140 sièges.

## Destinations
Cyprus Airlines dessert les destinations suivantes,, :
| Pays               | Ville             | Aéroport                                        | Remarques              | Réfs   |
| ------------------ | ----------------- | ----------------------------------------------- | ---------------------- | ------ |
| Chypre             | Larnaca           | Aéroport international de Larnaca               | Hub de la compagnie    | [ 14 ] |
| Chypre             | Paphos            | Aéroport international de Paphos                | Terminé                | [ 15 ] |
| République Tchèque | Prague            | Aéroport Václav Havel de Prague                 | Terminé                | ,      |
| Allemagne          | Munich            | Aéroport de Munich                              | Terminé                |        |
| Allemagne          | Stuttgart         | Aéroport de Stuttgart                           | Terminé                |        |
| Grèce              | Athènes           | Aéroport international d'Athènes                |                        | ,      |
| Grèce              | Chania            | Aéroport international de La Canée              | Terminé                | [ 20 ] |
| Grèce              | Héraklion         | Aéroport international d'Héraklion              |                        | [ 21 ] |
| Grèce              | Rhodes            | Aéroport international de Rhodes                | Vols saisonniers       |        |
| Grèce              | Skiathos          | Aéroport international de Skiathos              | Vols saisonniers       |        |
| Grèce              | Thessalonique     | Aéroport de Thessalonique                       | Terminé                |        |
| Israël             | Tel Aviv          | Aéroport Ben Gurion                             | Terminé                |        |
| Italie             | Vérone            | Aéroport de Vérone Villafranca                  | Terminé                |        |
| Liban              | Beyrouth          | Aéroport international de Beyrouth-Rafic Hariri | Terminé                |        |
| Russie             | Saint-Pétersbourg | Aéroport Pulkovo                                | Terminé                |        |
| Slovaquie          | Bratislava        | Aéroport de Bratislava                          | Terminé                | [ 22 ] |
| Slovaquie          | Paris             | Paris Charles de Gaulle                         | trois vols par semaine |        |
| France             | Paris             | Paris Charles de Gaulle                         | trois vols par semaine |        |

### Accords de partage de code
Cyprus Airlines partage ses codes de vol avec les compagnies aériennes suivantes :
- Blue Air[23]
- Bulgaria Air[24]
- Qatar Airways[25]
- S7 Airlines[14]

Cyprus Airlines a également un accord avec la compagnie Sky Express.

## Flotte
En juin 2025, la flotte de Cyprus Airways se compose des avions suivants,, :